# Norman Bethune
Henry Norman Bethune (ur. 3 marca 1890 w Gravenhurst, zm. 12 listopada 1939 w Huangshikou w prowincji Hebei) – kanadyjski lekarz, wynalazca przenośnego urządzenia do transfuzji krwi i pierwszy lekarz który dokonał transfuzji krwi na polu walki. Działacz lewicowy, uczestnik hiszpańskiej wojny domowej i wojny chińsko-japońskiej.

## Życiorys
Urodził się w rodzinie prezbiteriańskiej o tradycjach lekarskich. Idąc za rodzinną tradycją, w 1909 roku podjął studia medyczne na uniwersytecie w Toronto. Przerwał je, by w 1915 roku jako ochotnik wyjechać do Europy, gdzie służył jako lekarz na froncie. Ranny wkrótce odłamkiem w kolano, powrócił do Kanady i kontynuował studia. Po uzyskaniu dyplomu w grudniu 1916 roku służył w Royal Navy jako chirurg w stopniu porucznika w Chatham Hospital. W 1919 roku podjął pracę w szpitalu dziecięcym Great Ormond Street Hospital w Londynie. Na początku lat 20. ukończył studia podyplomowe w Londynie i Edynburgu. W 1923 roku poślubił poznaną w Londynie jesienią 1920 roku Szkotkę Frances Penney.
W 1924 roku powrócił do Ameryki i w Detroit otworzył prywatną klinikę. Nabawił się ciężkiej gruźlicy obupłucnej i w 1926 roku wyjechał do Trudeau Sanatorium w Saranac Lake w Nowym Jorku. Znajdując się w ciężkim stanie i spodziewając się rychłej śmierci, poprosił lekarzy o przeprowadzenie ryzykownej operacji. Po udanym zabiegu postanowił porzucić swoją klinikę i zaangażować się w poszukiwania lekarstwa na chorobę, przez którą omal nie stracił życia. Podczas pobytu w sanatorium rozwiódł się w 1927 roku z żoną. Zeszli się dwa lata później i ostatecznie rozstali ponownie w 1933 roku.
W 1928 roku został asystentem doktora Edwarda Archibalda, pioniera torakochirurgii w Royal Victoria Hospital w Montrealu. W ciągu następnych ośmiu lat pracował u jego boku, mając współudział w skonstruowaniu nowych narzędzi medycznych i pisząc wiele artykułów. W tym okresie, obserwując społeczne skutki wielkiego kryzysu, związał się czynnie z ruchem lewicowym. Przejęty losem bezrobotnych, otworzył darmową klinikę. W 1935 roku wziął udział w Międzynarodowym Kongresie Lekarzy w Moskwie. Zapoznawszy się z systemem opieki zdrowotnej w ZSRR, po powrocie do Kanady agitował za państwową służbą zdrowia. Rok później wstąpił do Komunistycznej Partii Kanady.
Po wybuchu wojny domowej w Hiszpanii porzucił pracę w Montrealu i wyjechał na front, by walczyć po stronie republikańskiej. Chcąc zaradzić wysokiej śmiertelności wśród rannych na skutek utraty krwi, skonstruował pierwszy przenośny aparat do transfuzji i jako pierwszy lekarz dokonał transfuzji krwi na polu walki.
Rozczarowany polityką dowództwa republikańskiego powrócił w czerwcu 1937 roku do Kanady, po czym udał się w podróż promującą jego nowy wynalazek, w trakcie której zbierał także fundusze na pomoc walczącej Hiszpanii. W czasie jego pobytu w Japonii, kraj ten zaatakował Chiny. Bethune postanowił udać się do Państwa Środka i wspomóc Chińczyków w walce z najeźdźcą.
W styczniu 1938 roku przybył do Hongkongu, skąd udał się do bazy chińskich komunistów w Yan’anie. U boku komunistycznej 8. Armii zajął się tworzeniem sieci szpitali polowych i szkoleniem chińskiego personelu medycznego. W czasie jednej z operacji skaleczył się w palec i dostał sepsy, która spowodowała zgon. W 1950 roku jego zwłoki pochowano wśród ponad 3 milionów ofiar wojny z Japonią na Cmentarzu Męczenników w Shijiazhuang.
Postać Bethune’a cieszy się wielkim szacunkiem w Chinach, gdzie uważany jest za symbol oddania oraz bezinteresowności. Mao Zedong poświęcił mu swoją pracę Pamięci Normana Bethune’a (纪念白求恩, Jinian Bai Qiu’en). W 1976 roku jego rodzinny dom w Gravenhurst został zamieniony w muzeum (Bethune Memorial Home).